# 弗雷德里克·林德曼
第一代彻韦尔子爵弗雷德里克·林德曼（英語：Frederick Alexander Lindemann，1886年4月5日—1957年7月3日）英国物理学家，英国首相温斯顿·丘吉尔密友，第二次世界大战期间担任丘吉尔的首席科学顾问。林德曼生于德国巴登-符腾堡州巴登-巴登，父亲为德国裔英国人，母亲为美国人，毕业于柏林大学，1911年受邀参加索尔维会议，是当时参会者中最年轻者。他和英國科學家弗朗西斯·阿斯顿于1919年提出利用离心机来分离同位素。 1956年，“因为他在许多领域的杰出工作：熔点公式和比热理论；恒星电离；流星和平流层温度反演”获得休斯奖章。

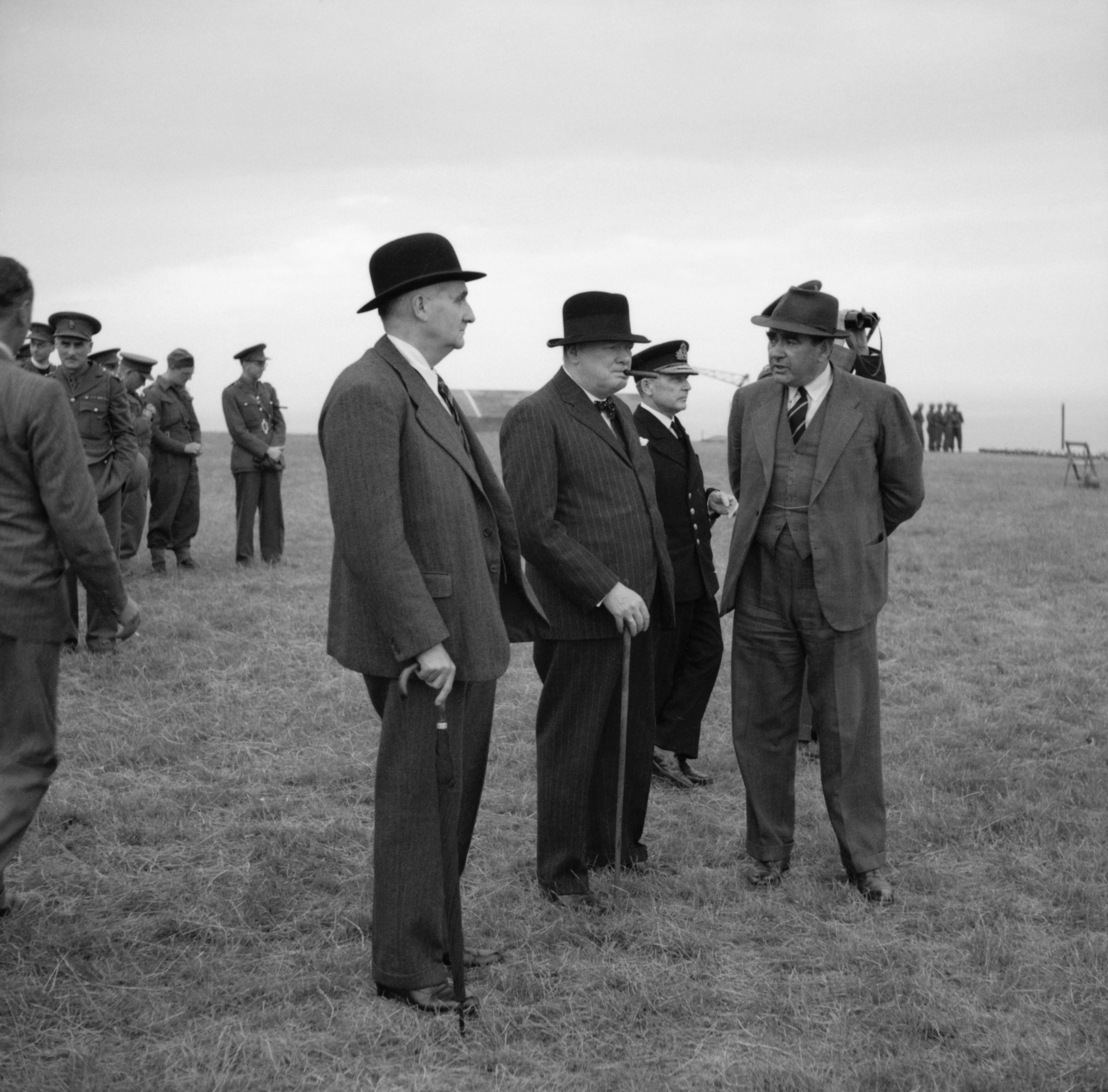
温斯顿·丘吉尔（画面正中四人之左二）的科学顾问弗雷德里克·林德曼（画面正中四人之左一，着圆顶硬礼帽）

他参与了雷达和红外制导系统的开发。 他对敌人V型武器 (V-weapons, )计划的最初报道持怀疑态度。 他极力主张对城市进行战略地区轰炸。
作为丘吉尔乡村别墅的一员，他对丘吉尔的持久影响源于亲密的个人友谊。 在丘吉尔的第二届政府中，他获得了内阁席位，后来又任命为牛津彻韦尔子爵 (Viscount Cherwell of Oxford)。